# Piasek (Woźniki)

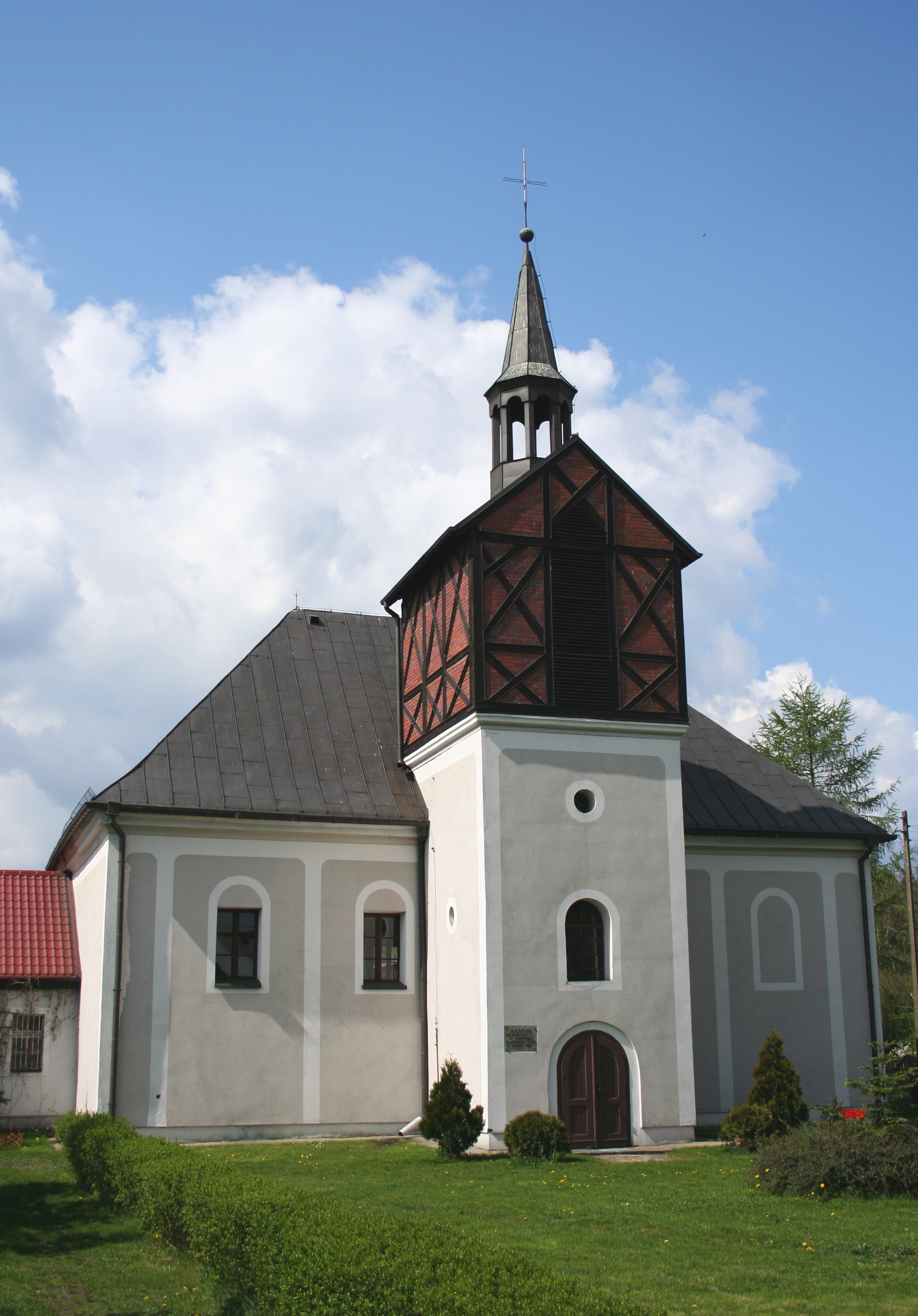
Lutherische Kirche

Piasek (deutsch: Ludwigsthal) ist ein Ort in der  Stadt- und Landgemeinde Woźniki im Powiat Lubliniecki der Woiwodschaft Schlesien in Polen.

## Geschichte
Das spätere Piasek, das zum preußischen Kreis Lublinitz am östlichen Rand Oberschlesiens gehörte, wurde 1753 als deutsche Kolonie Ludwigsthal vom Grafen Ludwig von Pückler für evangelische Textilarbeiter aus Niederschlesien, der Lausitz und Brandenburg gegründet.  Gegen die Absicht entwickelte sich die Textilindustrie in Ludwigsthal nicht. 1755 wurde die erste lutherische Kapelle errichtet, die nach einem Blitzschlag niederbrannte. Das heutige Bethaus wurde in den Jahren 1759 bis 1760 erbaut. Der Name Piasek (polnisch Sand), auch Piasek Ewangelicki tauchte schon im 19. Jahrhundert auf, wurde aber erst im Jahr 1922 in Polen amtlich.
In der Volksabstimmung in Oberschlesien vom Jahre 1921 über die künftige Zugehörigkeit Oberschlesiens votierten in Piasek 81 von 162 Wählern für Polen, 80 Wähler votierten für Deutschland.
Nach der polnischen Annexion Ostoberschlesiens 1922 gehörte Piasek zu Polen. Unterbrochen wurde dies nur durch die Deutsche Besetzung Polens durch die Wehrmacht im Zweiten Weltkrieg.
Im Jahr 1937 hatte die Unierte Evangelische Kirche in Polnisch-Oberschlesien 190 Mitglieder. 1968 wurde sie zu einer Filialkirche der Pfarrgemeinde in Częstochowa.
Von 1973 bis 1975 gehörte Piasek zur Woiwodschaft Katowice und danach bis 1998 zur Woiwodschaft Częstochowa.